# Evaza discolor
Evaza discolor är en tvåvingeart som beskrevs av Meijere 1916. Evaza discolor ingår i släktet Evaza och familjen vapenflugor. Inga underarter finns listade i Catalogue of Life.